# Leobardo Ávalos
Leobardo Ávalos Rodríguez (Gómez Palacio, Durango, México; 1960) es un exfutbolista mexicano. Es entrenador de fútbol de niños en la Unidad Deportiva de Gómez Palacio.

## Trayectoria
Comenzó a jugar futbol en tercer ano de primaria, cuando su maestro de Educación Física de la Escuela Bruno Martínez lo llevaba con el equipo del salon a torneos locales. En 1974 se incorporó al representativo del IMSS de Gómez Palacio y en 1976 fue a probar suerte con el equipo de tercera división Coyotes de Venecia, con quienes firmó un contrato. Tras tener destacadas actuaciones y calificar a la liguilla de la temporada 1976-77, fue invitado por visores del Atlas a probarse con el equipo, pero el director de la institución se negó ya que Nono se había comprometido a jugar durante un ano en el equipo.
Para la temporada 1977-78 fue invitado a formar parte de Club de Fútbol Laguna, estuvo un mes a prueba y entonces fue firmado por Carlos "Charro" Lara, técnico del equipo. Ávalos no pudo participar hasta el final de temporada debido a dos operaciones, pero logró debutar en el Estadio Universitario ante Tigres de la UANL. Tras ser vendida la franquicia de la "Ola Verde" y convertirse Coyotes Neza, Nono paso al Club Deportivo Guadalajara donde estuvo durante medio ano, entonces iba a ser mandado al equipo filial de la Segunda División pero prefirió regresar a Torreón y estudiar Licenciatura en Educación Física.
Desde 1979 Avalos jugó en los torneos del IMSS debido a que la ciudad no contaba un equipo de fútbol profesional, fue entonces que en 1983 se graduó y en agosto fue invitado a participar con el Club Santos IMSS. El 3 de septiembre debutó y marcó el primer gol en la historia del equipo a Bachilleres de la U. de G. al minuto 26 de partido, el encuentro terminó 2-0. Se coronó campeón de la Segunda División "B" y en el campeón de Campeones anotó uno de los goles con los que Santos derrotó a Querétaro y logró el ascenso a la Segunda División "A."
Tras concluir su participación con Santos la temporada 1984-85 fue contratado por las Panteras Torreón, de la Segunda División "B", en donde se retiró.

## Palmarés

### Campeonatos nacionales
| Título                                                | Equipo           | País   | Año     |
| ----------------------------------------------------- | ---------------- | ------ | ------- |
| Segunda División de México                            | Club Santos IMSS | México | 1983-84 |
| Campeón de Campeones de la Segunda División de México | Club Santos IMSS | México | 1983-84 |